# Kanton Angoulême-Ouest
Der Kanton Angoulême-Ouest war von 1982 bis 2015 ein französischer Wahlkreis im Département Charente und in der damaligen Region Poitou-Charentes. Er umfasste einen Teil im Westen der Stadt Angoulême im Arrondissement Angoulême. Die landesweiten Änderungen in der Zusammensetzung der Kantone brachten im März 2015 seine Auflösung. Vertreter im Conseil Régional war zuletzt für die Jahre 2011–2015 David Comet.

## Bevölkerungsentwicklung
| 1990   | 1999   | 2006   | 2011   |
| ------ | ------ | ------ | ------ |
| 16.503 | 16.207 | 15.955 | 14.954 |